# Баба Альхассан
Баба Альхассан (англ. Baba Alhassan, нар. 3 січня 2000, Аккра) — ганський футболіст, півзахисник румунського клубу ФКСБ. Виступав також за клуби «Реал Вальядолід Б» та «Германнштадт». Чемпіон Румунії, володар Суперкубка Румунії.

## Ігрова кар'єра
Баба Альхассан народився 2000 року в місті Аккра. Розпочав займатися футболом на батьківщині в академії «Афрікен Талент Футбол Академі», у 2019 році перейшов до юнацької команди іспанської команди «Реал Вальядолід». Ще з 2018 року Баба Альхассан розпочав грати за другу команду вальядолідського клубу. На початку 2020 року футболіст перейшов до румунського клубу «Германнштадт», у якому грав до кінця 2023 року. На початку 2024 року ганський футболіст перейшов до іншого румунського клубу ФКСБ. У складі бухарестської команди Альхассан став чемпіоном Румунії та володарем Суперкубка Румунії.

## Титули і досягнення
- Чемпіон Румунії (2):

«ФКСБ»: 2023-24, 2024-25
- Володар Суперкубка Румунії (2):

«ФКСБ»: 2024, 2025